# Calea ferată I.L. Caragiale-Filipeștii de Pădure-Moreni

Linia I.L. Caragiale–Filipeștii de Pădure–Moreni este o cale ferată secundară în România. Linia este simplă, neelectrificată și a fost deservită până în anul 2000 de trenuri de pasageri, marfă sau mixte, ulterior acestei date numai de trenuri de marfă.

## Istoric
În 1917 autoritățile germane de ocupație au construit linia cu ecartament îngust (750 mm) în lungime de 21 km Băicoi - Filipeștii de Pădure - Moreni pentru exploatarea resurselor de petrol, lemn și cărbune ale zonei ce erau transbordate în stația Băicoi (astăzi Florești Prahova) situată pe linia Ploiești–Brașov. După Primul Război Mondial linia a ajuns în propietatea Căilor Ferate Județene Ploiești Sud - Văleni - Mâneciu (CFPV). Între 1917-1948 pe linia Băicoi - Filipeștii de Pădure - Moreni au funcționat șase stații: Băicoi, Cătina, Filipeștii de Pădure, Dițești, Ghirdoveni și Moreni la care s-a adăugat stația Provița în 1947. Tracțiunea a fost asigurată de 6 locomotive de fabricație germană: două Sächsische II K (Gattung II K), două Sächsische III K (Gattung III K) și două Sächsische IV K (Gattung IV K). Un extras al Mersului Trenurilor din 1939 arată că în acel an circulau două perechi de trenuri mixte, cu clasele 2 și 3, în direcția Moreni și care parcurgeau această distanță în aproximativ o oră și cinsprezece minute.
| 0   | mixt 51 | 0   | mixt 53 | Km | 152                    | Km | mixt 52 | 0   | mixt 54 | 0   |
| 0   | 2, 3    | 0   | 2, 3    | Km | ← Clasele →            | Km | 2, 3    | 0   | 2, 3    | 0   |
| 0–0 | 8:40    | 0–0 | 18:00   | 0  | 0Băicoi0               | 21 | 7:30    | 0–0 | 16:45   | 0–0 |
| 0–0 | 8:55    | 0–0 | 18:15   | 4  | 0Cătina0               | 17 | 7:16    | 0–0 | 16:31   | 0–0 |
| 0–0 | 9:11    | 0–0 | 18:30   | 8  | 0Filipeștii de Pădure0 | 13 | 7:01    | 0–0 | 16:16   | 0–0 |
| 0–0 | 9:19    | 0–0 | 18:39   | 10 | 0Dițești0              | 11 | 6:52    | 0–0 | 16:07   | 0–0 |
| 0–0 | 9:37    | 0–0 | 18:57   | 15 | 0Ghirdoveni0           | 6  | 6:34    | 0–0 | 15:49   | 0–0 |
| 0–0 | 9:55    | 0–0 | 19:15   | 21 | 0Moreni0               | 0  | 6:15    | 0–0 | 15:30   | 0–0 |

În 1947 aceleași două perechi de trenuri parcurgeau distanța într-un timp identic, doar vagoanele clasele 2 și 3 au fost suplimentate cu vagoane clasa a 1-a, orele de plecare au fost modificate iar indicativul liniei schimbat.
| 0   | 0   | mixt 51 | 0   | 0   | mixt 53 | 0   | 0   | Km | 153                    | Km | 0   | 0   | mixt 52 | 0   | 0   | mixt 54 | 0   | 0   |
| 0   | 0   | 1, 2, 3 | 0   | 0   | 1, 2, 3 | 0   | 0   | Km | ← Clasele →            | Km | 0   | 0   | 1, 2, 3 | 0   | 0   | 1, 2, 3 | 0   | 0   |
| 0–0 | 0–0 | 10:30   | 0–0 | 0–0 | 19:00   | 0–0 | 0–0 | 0  | 0Băicoi0               | 21 | 0–0 | 0–0 | 6:25    | 0–0 | 0–0 | 16:00   | 0–0 | 0–0 |
| 0–0 | 0–0 | 10:45   | 0–0 | 0–0 | 19:15   | 0–0 | 0–0 | 4  | 0Cătina0               | 17 | 0–0 | 0–0 | 6:11    | 0–0 | 0–0 | 15:46   | 0–0 | 0–0 |
| 0–0 | 0–0 | 10:52   | 0–0 | 0–0 | 19:22   | 0–0 | 0–0 | 6  | 0Provița0              | 15 | 0–0 | 0–0 | 6:04    | 0–0 | 0–0 | 15:39   | 0–0 | 0–0 |
| 0–0 | 0–0 | 11:01   | 0–0 | 0–0 | 19:31   | 0–0 | 0–0 | 8  | 0Filipeștii de Pădure0 | 13 | 0–0 | 0–0 | 5:55    | 0–0 | 0–0 | 15:30   | 0–0 | 0–0 |
| 0–0 | 0–0 | 11:09   | 0–0 | 0–0 | 19:39   | 0–0 | 0–0 | 10 | 0Dițești0              | 11 | 0–0 | 0–0 | 5:47    | 0–0 | 0–0 | 15:22   | 0–0 | 0–0 |
| 0–0 | 0–0 | 11:27   | 0–0 | 0–0 | 19:57   | 0–0 | 0–0 | 15 | 0Ghirdoveni0           | 6  | 0–0 | 0–0 | 5:29    | 0–0 | 0–0 | 15:04   | 0–0 | 0–0 |
| 0–0 | 0–0 | 11:45   | 0–0 | 0–0 | 20:15   | 0–0 | 0–0 | 21 | 0Moreni0               | 0  | 0–0 | 0–0 | 5:10    | 0–0 | 0–0 | 14:45   | 0–0 | 0–0 |

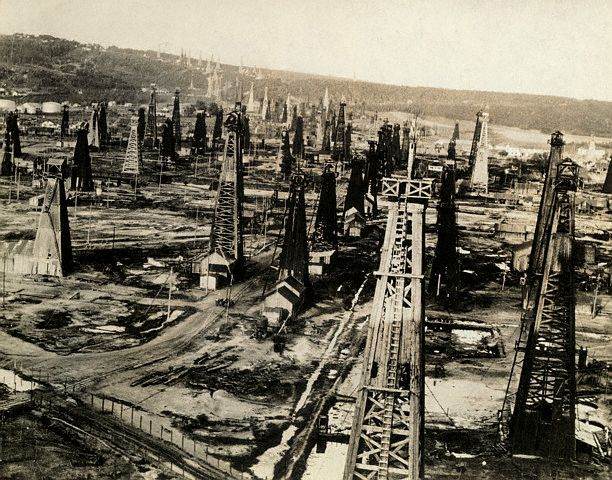
Câmp de extracție petrolieră la Moreni (1920)
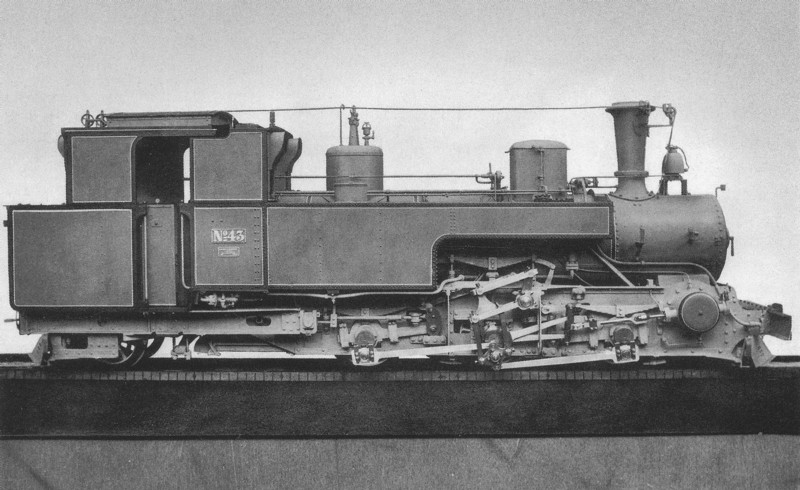
Locomotivă Sächsische III K (Gattung III K)
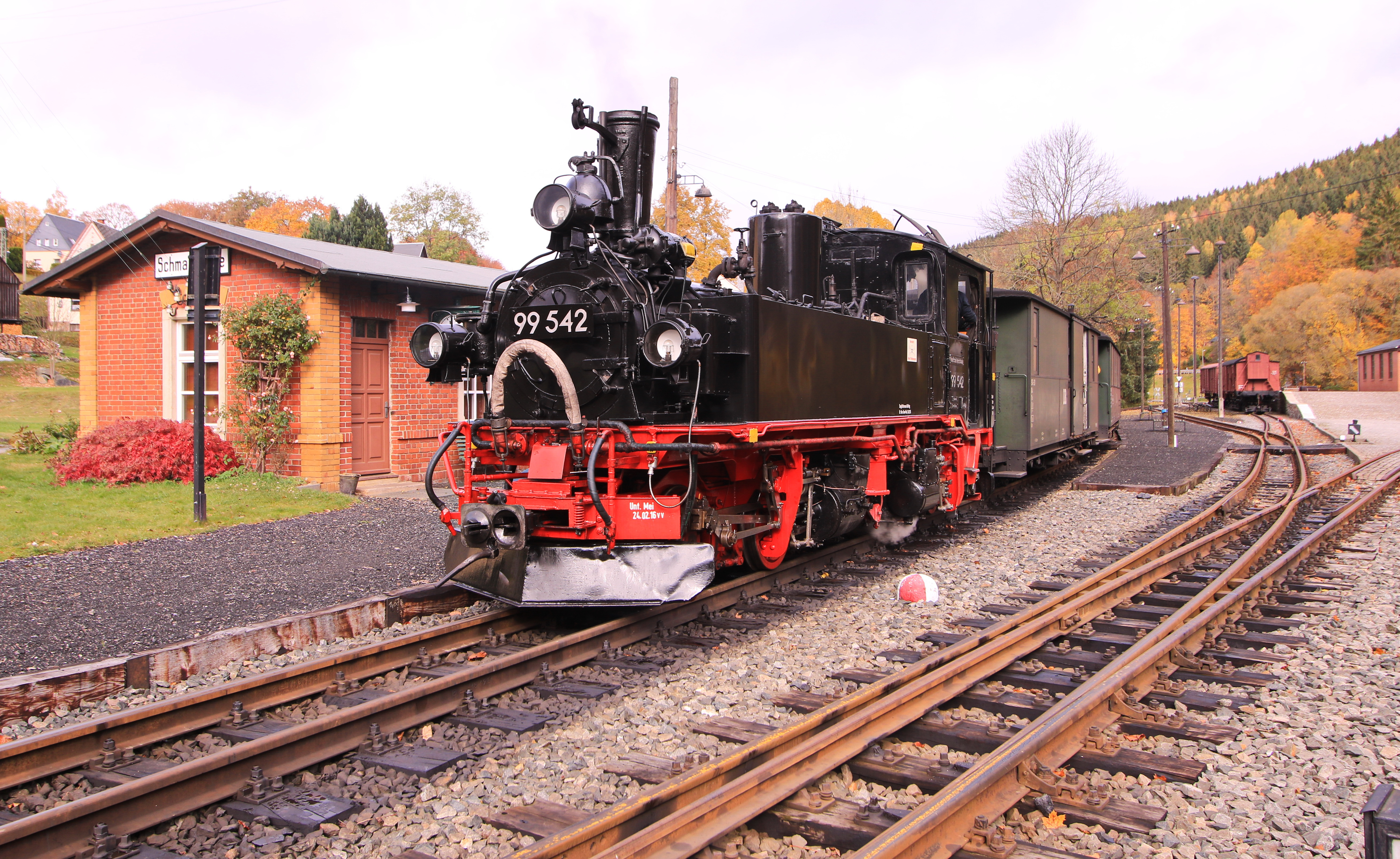
Locomotivă Sächsische IV K (Gattung IV K)
Harta căi ferate înguste Băicoi - Moreni
Profilul de înălțime al căi ferate înguste Băicoi - Moreni

În 1945 a fost dată în circulație o linie de 5 km care se ramifica din Filipeștii de Pădure si ajungea până la mina de lignit Palanga. Linia Ploiești - Răzvad - Târgoviște a fost inaugurată în 1947 iar în 1948 a fost dată în folosință ramificația Vornicul Mărgineanu (astăzi I. L. Caragiale) - Dițești iar ecartamentul tronsonului Dițești - Moreni a fost schimbat de la cel îngust (750 mm) la cel normal (1 435 mm). De asemenea, în 1948 ecartamentul tronsonului Dițești - Filipeștii de Pădure - Gura Palăngii a fost schimbat la cel normal (1 435 mm), astfel s-a rupt legătura dintre Moreni și Dițești cu Băicoi (Florești Prahova). În anii '50 lucrările au continuat, tronsonul de 2 km Filipeștii de Pădure - Provița a fost convertit la ecartamentul normal (1 435 mm) și s-a construit un nou tronson de la stația Provița la stația Măgureni în lungime de 3 km. Pe hărțile la scările 1:50 000 întocmite de topografii militari sovietici stația Provița se afla în zona ramificației Filipeștii de Pădure - Gura Palăngii iar stația Măgureni se afla pe malul drept al răului Provița în dreptul limitei sudice a satului Măgureni, la ieșirea din sat spre Filipeștii de Pădure. Tronsonul cu ecartament îngust rămas Provița - Băicoi (Florești Prahova) a fost desființat. Un extras al Mersului Trenurilor din 1957 arată că în acel an circulau din I. L. Caragiale trenuri mixte, cu clasele 1 și 2, în direcția Moreni și care parcurgeau această distanță în aproximativ patruzecișitrei de minute.
| 0   | 0   | 0   | 0   | 0   | mixt 3481 | 0   | mixt 3483 | 0   | Km | 93                | Km | 0   | mixt 3482 | 0   | mixt 3484 | 0   | mixt 3486 | 0   | 0   | 0   |
| 0   | 0   | 0   | 0   | 0   | 2         | 0   | 2         | 0   | Km | ← Clasele →       | Km | 0   | 2         | 0   | 1 2       | 0   | 1 2       | 0   | 0   | 0   |
| 0–0 | 0–0 | 0–0 | 0–0 | 0–0 | 1:35      | 0–0 | 17:40     | 0–0 | 0  | 0I. L. Caragiale0 | 16 | 0–0 | 7:00      | 0–0 | 12:50     | 0–0 | 19:15     | 0–0 | 0–0 | 0–0 |
| 0–0 | 0–0 | 0–0 | 0–0 | 0–0 | 1:48      | 0–0 | 17:53     | 0–0 | 5  | 0Olari0           | 12 | 0–0 | 6:50      | 0–0 | 12:40     | 0–0 | 19:05     | 0–0 | 0–0 | 0–0 |
| 0–0 | 0–0 | 0–0 | 0–0 | 0–0 | 1:57      | 0–0 | 18:02     | 0–0 | 7  | 0Ramificație0     | 9  | 0–0 | 6:42      | 0–0 | 12:32     | 0–0 | 18:57     | 0–0 | 0–0 | 0–0 |
| 0–0 | 0–0 | 0–0 | 0–0 | 0–0 | 0\|0      | 0–0 | 0\|0      | 0–0 | 12 | 0Ghirdoveni0      | 5  | 0–0 | 6:29      | 0–0 | 12:19     | 0–0 | 18:44     | 0–0 | 0–0 | 0–0 |
| 0–0 | 0–0 | 0–0 | 0–0 | 0–0 | 2:18      | 0–0 | 18:23     | 0–0 | 16 | 0Moreni0          | 0  | 0–0 | 6:15      | 0–0 | 12:05     | 0–0 | 18:30     | 0–0 | 0–0 | 0–0 |

Dinspre I. L. Caragiale la Provița, în 1957, circulau trenuri de persoane cu vagoane clasa a 2-a și care parcurgeau această distanță în aproximativ treizeci de minute.
| 0   | pers. 3231 | 0   | pers. 3233 | pers. 3235 | 0   | pers. 3237 | pers. 3239 | 0   | Km | 93 bis                 | Km | 0   | pers. 3233 | pers. 3238 | 0   | pers. 3234 | pers. 3236 | 0   | 0   | 0   |
| 0   | 2          | 0   | 2          | 2          | 0   | 2          | 2          | 0   | Km | ← Clasele →            | Km | 0   | 2          | 2          | 0   | 2          | 2          | 0   | 0   | 0   |
| 0–0 | 5:30       | 0–0 | 7:20       | 10:05      | 0–0 | 13:25      | 21:25      | 0–0 | 0  | 0I. L. Caragiale0      | 13 | 0–0 | 0:41       | 5:00       | 0–0 | 8:44       | 16:45      | 0–0 | 0–0 | 0–0 |
| 0–0 | 5:39       | 0–0 | 7:29       | 10:14      | 0–0 | 13:34      | 21:34      | 0–0 | 5  | 0Olari0                | 8  | 0–0 | 0:33       | 4:52       | 0–0 | 8:36       | 16:37      | 0–0 | 0–0 | 0–0 |
| 0–0 | 0\|0       | 0–0 | 7:34       | 0\|0       | 0–0 | 13:39      | 21:39      | 0–0 | 8  | 0Ramificație0          | 5  | 0–0 | 0\|0       | 4:46       | 0–0 | 8:31       | 16:32      | 0–0 | 0–0 | 0–0 |
| 0–0 | 5:46       | 0–0 | 7:39       | 10:21      | 0–0 | 13:44      | 21:44      | 0–0 | 9  | 0Dițești0              | 4  | 0–0 | 0:26       | 4:41       | 0–0 | 8:26       | 16:27      | 0–0 | 0–0 | 0–0 |
| 0–0 | 5:52       | 0–0 | 7:45       | 10:27      | 0–0 | 13:51      | 21:51      | 0–0 | 11 | 0Filipeștii de Pădure0 | 2  | 0–0 | 0:20       | 4:35       | 0–0 | 8:20       | 16:21      | 0–0 | 0–0 | 0–0 |
| 0–0 | 5:56       | 0–0 | 7:49       | 10:31      | 0–0 | 13:55      | 21:55      | 0–0 | 13 | 0Provița0              | 0  | 0–0 | 0:15       | 0–0        | 0–0 | 8:15       | 16:15      | 0–0 | 0–0 | 0–0 |

De la Provița spre Moreni circulau, în 1957, trenuri de persoane cu vagoane clasa a 2-a și care parcurgeau această distanță în aproximativ douăzecișișapte de minute.
| 0   | pers. 3254 3243 | 0   | pers. 3252 3241 | pers. 3256 3245 | 0   | pers. 3258 3247 | pers. 3260 3249 | 0   | Km | 94                     | Km | 0   | pers. 3242 3251 | pers. 3244 3253 | 0   | pers. 3246 3255 | pers. 3248 3257 | 0   | 0   | 0   |
| 0   | 2               | 0   | 2               | 2               | 0   | 2               | 2               | 0   | Km | ← Clasele →            | Km | 0   | 2               | 2               | 0   | 2               | 2               | 0   | 0   | 0   |
| 0–0 | 6:45            | 0–0 | 0–0             | 10:45           | 0–0 | 14:15           | 22:10           | 0–0 | 0  | 0Provița0              | 14 | 0–0 | 0–0             | 0–0             | 0–0 | 15:49           | 23:49           | 0–0 | 0–0 | 0–0 |
| 0–0 | 6:50            | 0–0 | 8:40            | 10:50           | 0–0 | 14:20           | 22:15           | 0–0 | 2  | 0Filipeștii de Pădure0 | 12 | 0–0 | 4:20            | 8:14            | 0–0 | 15:45           | 23:45           | 0–0 | 0–0 | 0–0 |
| 0–0 | 6:55            | 0–0 | 8:45            | 10:55           | 0–0 | 14:25           | 22:20           | 0–0 | 4  | 0Dițești0              | 10 | 0–0 | 0\|0            | 8:10            | 0–0 | 15:40           | 23:40           | 0–0 | 0–0 | 0–0 |
| 0–0 | 0\|0            | 0–0 | 0\|0            | 0\|0            | 0–0 | 0\|0            | 0\|0            | 0–0 | 5  | 0Ramificație0          | 9  | 0–0 | 0\|0            | 0\|0            | 0–0 | 0\|0            | 0\|0            | 0–0 | 0–0 | 0–0 |
| 0–0 | 0\|0            | 0–0 | 0\|0            | 0\|0            | 0–0 | 0\|0            | 0\|0            | 0–0 | 9  | 0Ghirdoveni0           | 5  | 0–0 | 0\|0            | 0\|0            | 0–0 | 0\|0            | 0\|0            | 0–0 | 0–0 | 0–0 |
| 0–0 | 7:12            | 0–0 | 9:02            | 11:12           | 0–0 | 14:42           | 22:37           | 0–0 | 14 | 0Moreni0               | 0  | 0–0 | 4:00            | 7:50            | 0–0 | 15:20           | 23:20           | 0–0 | 0–0 | 0–0 |

Dinspre Gura Palăngii la Măgureni, în 1957, circulau trei perechi de trenuri de persoane cu vagoane clasa a 2-a și care parcurgeau această distanță în aproximativ douăzecișișapte de minute.
| 0   | 0   | 0   | pers. 3292 | 0   | pers. 3294 | 0   | pers. 3296 | 0   | Km | 94 bis          | Km | 0   | pers. 3291 | 0   | pers. 3293 | 0   | pers. 3295 | 0   | 0   | 0   |
| 0   | 0   | 0   | 2          | 0   | 2          | 0   | 2          | 0   | Km | ← Clasele →     | Km | 0   | 2          | 0   | 2          | 0   | 2          | 0   | 0   | 0   |
| 0–0 | 0–0 | 0–0 | 7:50       | 0–0 | 15:50      | 0–0 | 23:50      | 0–0 | 0  | 0Gura Palăngii0 | 7  | 0–0 | 6:30       | 0–0 | 14:25      | 0–0 | 22:25      | 0–0 | 0–0 | 0–0 |
| 0–0 | 0–0 | 0–0 | 8:12       | 0–0 | 16:12      | 0–0 | 0:12       | 0–0 | 4  | 0Provița0       | 2  | 0–0 | 6:08       | 0–0 | 14:03      | 0–0 | 22:03      | 0–0 | 0–0 | 0–0 |
| 0–0 | 0–0 | 0–0 | 8:17       | 0–0 | 16:17      | 0–0 | 0:17       | 0–0 | 7  | 0Măgureni0      | 0  | 0–0 | 6:00       | 0–0 | 13:55      | 0–0 | 21:55      | 0–0 | 0–0 | 0–0 |

Traficul de mărfuri era reprezentat de petrol de la Moreni, lemn și cărbune de la Măgureni și cărbune de la Filipeștii de Pădure care aproviziona termocentrala Doicești. Trenurile de călători spre Măgureni au circulat până în 1968. În Mersul Trenurilor din 26 mai-28 septembrie 1968, ultimul în care apar trenuri spre stația Măgureni, se circula pe traseul I. L. Caragiale – Gura Palăngii – Măgureni iar transportul călătorilor era asigurat în regim de transbordare în stația Gura Palăngii. După 1975 s-a renunțat și la trenurile de pasageri spre Gura Palăngii. În Mersul Trenurilor din 1975-1976, ultimul în care apar trenuri spre stația Gura Palăngii, se circula pe traseele I. L. Caragiale – Gura Palăngii și Gura Palăngii – Moreni. În preajma evenimentelor din decembrie 1989, două perechi de trenuri mixte parcurgeau distanța I. L. Caragiale – Moreni în aproximativ treizecișiunu de minute, trenurile cursă de persoane parcurgeau distanța I. L. Caragiale – Filipeștii de Pădure în aproximativ douăzecișicinci de minute iar distanța Moreni – Filipeștii de Pădure era parcursă de trenurile cursă de persoane în aproximativ șaptesprezece minute. Trenurile aveau plecările fixate la ore utile în special navetiștilor din Dițești și Filipeștii de Pădure care lucrau în Moreni la întreprinderi precum Automecanica, Întreprinderea Mecanică de Utilaj Tehnologic (IMUT Moreni) și Fabrica de Confecții Moreni.
| Mixt 3951 | Mixt 3953 | 0   | C 3361 | C 3363 | C 3365 | C 3367 | 0   | C 3374 3373 | C 3378 3377 | C 3384 3383 | Km | 303                        | Mixt 3952 | Mixt 3954 | C 3388 | 0   | C 3362 | C 3364 | C 3366 | C 3372 3371 | C 3376 3375 | C 3380 3379 | C 3382 3381 |
| 2         | 2         | 0   | 2      | 2      | 2      | 2      | 0   | 2           | 2           | 2           | Km | ← Clasele →                | 2         | 2         | 2      | 0   | 2      | 2      | 2      | 2           | 2           | 2           | 2           |
| 1:25      | 9:15      | 0–0 | 5:32   | 13:18  | 17:48  | 21:17  | 0–0 | 0–0         | 0–0         | 0–0         | 0  | 0I. L. Caragiale0          | 5:00      | 12:20     | 19:42  | 0–0 | 0:40   | 8:43   | 16:42  | 0–0         | 0–0         | 0–0         | 0–0         |
| 1:30      | 9:20      | 0–0 | 5:37   | 13:23  | 17:53  | 21:22  | 0–0 | 0–0         | 0–0         | 0–0         | 2  | 0Olari Post Ajutor0        | 4:52      | 12:12     | 19:38  | 0–0 | 0:36   | 8:39   | 16:38  | 0–0         | 0–0         | 0–0         | 0–0         |
| 1:34      | 9:24      | 0–0 | 5:42   | 13:28  | 17:58  | 21:27  | 0–0 | 0–0         | 0–0         | 0–0         | 3  | 0Olari0                    | 4:48      | 12:08     | 19:33  | 0–0 | 0:31   | 8:34   | 16:33  | 0–0         | 0–0         | 0–0         | 0–0         |
| 1:39      | 9:29      | 0–0 | 0–0    | 0–0    | 0–0    | 0–0    | 0–0 | 0–0         | 0–0         | 0–0         | 8  | 0Ramificație 10            | 4:44      | 12:04     | 19:30  | 0–0 | 0–0    | 0–0    | 0–0    | 0–0         | 0–0         | 0–0         | 0–0         |
| 0–0       | 0–0       | 0–0 | 5:50   | 13:36  | 18:06  | 21:35  | 0–0 | 0–0         | 0–0         | 0–0         | 10 | 0Dițești Post Ramificație0 | 0–0       | 0–0       | 0–0    | 0–0 | 0:25   | 8:28   | 16:27  | 0–0         | 0–0         | 0–0         | 0–0         |
| 1:56      | 9:46      | 0–0 | 0–0    | 0–0    | 0–0    | 0–0    | 0–0 | 0–0         | 0–0         | 0–0         | 16 | 0Moreni0                   | 4:23      | 11:43     | 19:20  | 0–0 | 0–0    | 0–0    | 0–0    | 0–0         | 0–0         | 0–0         | 0–0         |
| 0–0       | 0–0       | 0–0 | 0–0    | 0–0    | 0–0    | 0–0    | 0–0 | 7:53        | 15:52       | 23:50       | 16 | 0Moreni0                   | 0–0       | 0–0       | 0–0    | 0–0 | 0–0    | 0–0    | 0–0    | 6:26        | 14:12       | 18:52       | 22:11       |
| 0–0       | 0–0       | 0–0 | 0–0    | 0–0    | 0–0    | 0–0    | 0–0 | 8:03        | 16:02       | 0:00        | 9  | 0Ramificație 20            | 0–0       | 0–0       | 0–0    | 0–0 | 0–0    | 0–0    | 0–0    | 6:15        | 14:01       | 18:41       | 22:00       |
| 0–0       | 0–0       | 0–0 | 5:53   | 13:39  | 18:09  | 21:38  | 0–0 | 8:06        | 16:05       | 0:03        | 10 | 0Dițești0                  | 0–0       | 0–0       | 0–0    | 0–0 | 0:22   | 8:25   | 16:24  | 6:12        | 13:58       | 18:38       | 21:57       |
| 0–0       | 0–0       | 0–0 | 5:57   | 13:43  | 18:13  | 21:42  | 0–0 | 8:10        | 16:09       | 0:07        | 12 | 0Filipeștii de Pădure0     | 0–0       | 0–0       | 0–0    | 0–0 | 0:17   | 8:20   | 16:19  | 6:07        | 13:53       | 18:33       | 21:52       |

După 1990, odată cu reformele politice și sociale, tranziția la economia de piața, reducerile de personal și declinul industriei, traficul feroviar pe linia I. L. Caragiale – Filipeștii de Pădure – Moreni a scăzut și el. În 2000, ultimul an în care trenuri cu pasageri, cele mixte, au circulat pe această linie, două perechi de trenuri parcurgeau distanța I. L. Caragiale – Filipeștii de Pădure în aproximativ douăzecișiunu de minute iar distanța Moreni – Filipeștii de Pădure era parcursă de două perechi de trenuri în aproximativ optisprezece minute, conform Mersului Trenurilor din 1999-2000.
| I. L. Caragiale – Filipeștii de Pădure | I. L. Caragiale – Filipeștii de Pădure | I. L. Caragiale – Filipeștii de Pădure | I. L. Caragiale – Filipeștii de Pădure | I. L. Caragiale – Filipeștii de Pădure | I. L. Caragiale – Filipeștii de Pădure | Km ↓               | 303                                | Km ↑               | Filipeștii de Pădure – I. L. Caragiale | Filipeștii de Pădure – I. L. Caragiale | Filipeștii de Pădure – I. L. Caragiale | Filipeștii de Pădure – I. L. Caragiale | Filipeștii de Pădure – I. L. Caragiale | Filipeștii de Pădure – I. L. Caragiale |
| 0                                      | Mixt 3961                              | Mixt 3982 3381                         | Mixt 3963                              | Mixt 3984 3983                         | 0                                      | Km ↓               | 303                                | Km ↑               | 0                                      | Mixt 3971 3972                         | Mixt 3962                              | Mixt 3973 3974                         | Mixt 3964                              | 0                                      |
| 0                                      | 2                                      | 2                                      | 2                                      | 2                                      | 0                                      | Clase și servicii: | Clase și servicii:                 | Clase și servicii: | 0                                      | 2                                      | 2                                      | 2                                      | 2                                      | 0                                      |
| 0                                      | 0                                      | 0                                      | 0                                      | 0                                      | 0                                      | 0                  | Observații:                        | 0                  | 0                                      | 0                                      | 0                                      | 0                                      | 0                                      | 0                                      |
| 0–0                                    | 5:55                                   | 0–0                                    | 17:45                                  | 0–0                                    | 0–0                                    | 0                  | ◄0I. L. Caragiale0◯                | 16                 | 0–0                                    | 0–0                                    | 8:21                                   | 0–0                                    | 20:16                                  | 0–0                                    |
| 0–0                                    | 6:03                                   | 0–0                                    | 17:53                                  | 0–0                                    | 0–0                                    | 5                  | 0Olari0                            | 11                 | 0–0                                    | 0–0                                    | 8:13                                   | 0–0                                    | 20:08                                  | 0–0                                    |
| 0–0                                    | 0\|0                                   | 0–0                                    | 0\|0                                   | 0–0                                    | 0–0                                    | 7                  | 0Dițești Post Macaz Ramificație 10 | 9                  | 0–0                                    | 0–0                                    | 0\|0                                   | 0–0                                    | 0\|0                                   | 0–0                                    |
| 0–0                                    | 6:08                                   | 0–0                                    | 17:58                                  | 0–0                                    | 0–0                                    | 8                  | 0Dițești Post Mișcare0             | 8                  | 0–0                                    | 0–0                                    | 8:08                                   | 0–0                                    | 20:03                                  | 0–0                                    |
| 0–0                                    | 0\|0                                   | 0–0                                    | 0\|0                                   | 0–0                                    | 0–0                                    | 16                 | ◯0Moreni0►                         | 0                  | 0–0                                    | 0–0                                    | 0\|0                                   | 0–0                                    | 0\|0                                   | 0–0                                    |
| 0–0                                    | 0\|0                                   | 7:30                                   | 0\|0                                   | 19:25                                  | 0–0                                    | 0                  | ◄0Moreni0◯                         | 12                 | 0–0                                    | 6:48                                   | 0\|0                                   | 18:36                                  | 0\|0                                   | 0–0                                    |
| 0–0                                    | 0\|0                                   | 7:41                                   | 0\|0                                   | 19:36                                  | 0–0                                    | 9                  | 0Dițești Post Macaz Ramificație 20 | 3                  | 0–0                                    | 6:38                                   | 0\|0                                   | 18:26                                  | 0\|0                                   | 0–0                                    |
| 0–0                                    | 6:11                                   | 7:44                                   | 18:01                                  | 19:39                                  | 0–0                                    | 10                 | 0Dițești0                          | 2                  | 0–0                                    | 6:35                                   | 8:05                                   | 18:23                                  | 20:00                                  | 0–0                                    |
| 0–0                                    | 6:16                                   | 7:48                                   | 18:06                                  | 19:43                                  | 0–0                                    | 12                 | ◯0Filipeștii de Pădure0►           | 0                  | 0–0                                    | 6:30                                   | 8:00                                   | 18:18                                  | 19:55                                  | 0–0                                    |

Harta căi ferate I. L. Caragiale - Filipeștii de Pădure - Moreni
Profilul de înălțime al căi ferate I. L. Caragiale - Moreni
Profilul de înălțime al căi ferate I. L. Caragiale - Măgureni
Profilul de înălțime al căi ferate I. L. Caragiale - Gura Palăngii

Începând cu 1965 ponderea petrolului din totalul producției industriale a orașului Moreni a scăzut de la 53% la 15% în 1990. Primele semne ale declinului industrial în România au apărut în perioada 1980-1989. În această perioadă, scăderea creșterii producției industriale, creșterea costurilor de producție și pierderea competivității externe a economiei românești în contextul crizei internaționale a petrolului (1970-1981) cuplată cu lipsa luării unor măsuri de dezvoltare a sectoarelor economice cu consum redus de energie și decizia de a plăti în prealabil datoria externă au condus la utlizarea excesivă a mijloacelor de producție și la reducerea investițiilor pentru modernizarea tehnologică. Pe cale de consecință în 1989 în unele sectoare precum industria petrochimică uzura mijloacelor fixe depășea 50%. Restricțiile impuse populației, raționalizarea energiei electrice și termice au dus nu doar la înrăutățirea condițiilor de trai cât și la scăderea productivității muncii. Aceste cauze au dus în perioada post-revoluționară la deindustrializarea României. Cota industriei în PIB a scăzut de la 38,1% la 26,9% în perioada 1990-1996. După 1990 restructurarea economiei românești a dus la reduceri de personal, astfel în domeniul extracției de petrol și gaz natural între 1990 și 2013 forța de muncă s-a redus cu 70% iar în domeniul producției de cocs și derivate petroliere, în aceași perioadă, cu 85%. Producția de petrol a fost și ea influențată de reformele economice și s-a redus de la 6 696 tone în 1992 la 4 028 tone în 2013. În 1998 a fost închisă Mina Măgureni iar în 2004 a încetat activitatea de la Mina Palanga. În 2007 EM Filipeștii de Pădure a fost închisă iar ulterior s-a exploatat cărbune doar de la suprafață dar în cantități mici. De asemenea, termocentrala Doicești si-a încetat activitatea în 2008 și a fost trecută în stare de conservare. În 2004 tronsoanele Dițești – Gura Palăngii și I. L. Caragiale – Dițești – Moreni au fost declarate infrastructură feroviară neinteroperabilă. În perioada următoare s-a încercat închirierea liniei dar toate licitațiile au eșuat. Trenurile de marfă au circulat ocazional spre Moreni iar infrastructura feroviară s-a degradat și a început să fie sustrasă. În 2015, Guvernul României a hotărât scoaterea din funcțiune a tronsonului Dițești – Moreni km 0+000-9+034 și racordului Dițești – Moreni km 0+000-0+632 cu motivarea: „...menținerea în cale a acestor linii care la momentul actual nu mai sunt circulate, este neeconomică datorită cheltuielilor mari cu întreținerea, forța de muncă precum și cu repararea acestora. Linia Dițești-Moreni, face parte din secția de circulație neinteroperabilă I.L.Caragiale - Dițești - Moreni (în prezent neînchiriată)...". În anii următori intersecțiile liniei cu unele străzi din Dițești și Filipeștii de Pădure au fost acoperite cu asfalt în urma lucrărilor edilitare, linia mai există fizic în teren, dar este degradată și acoperită de vegetație iar unele segmente au fost demontate.

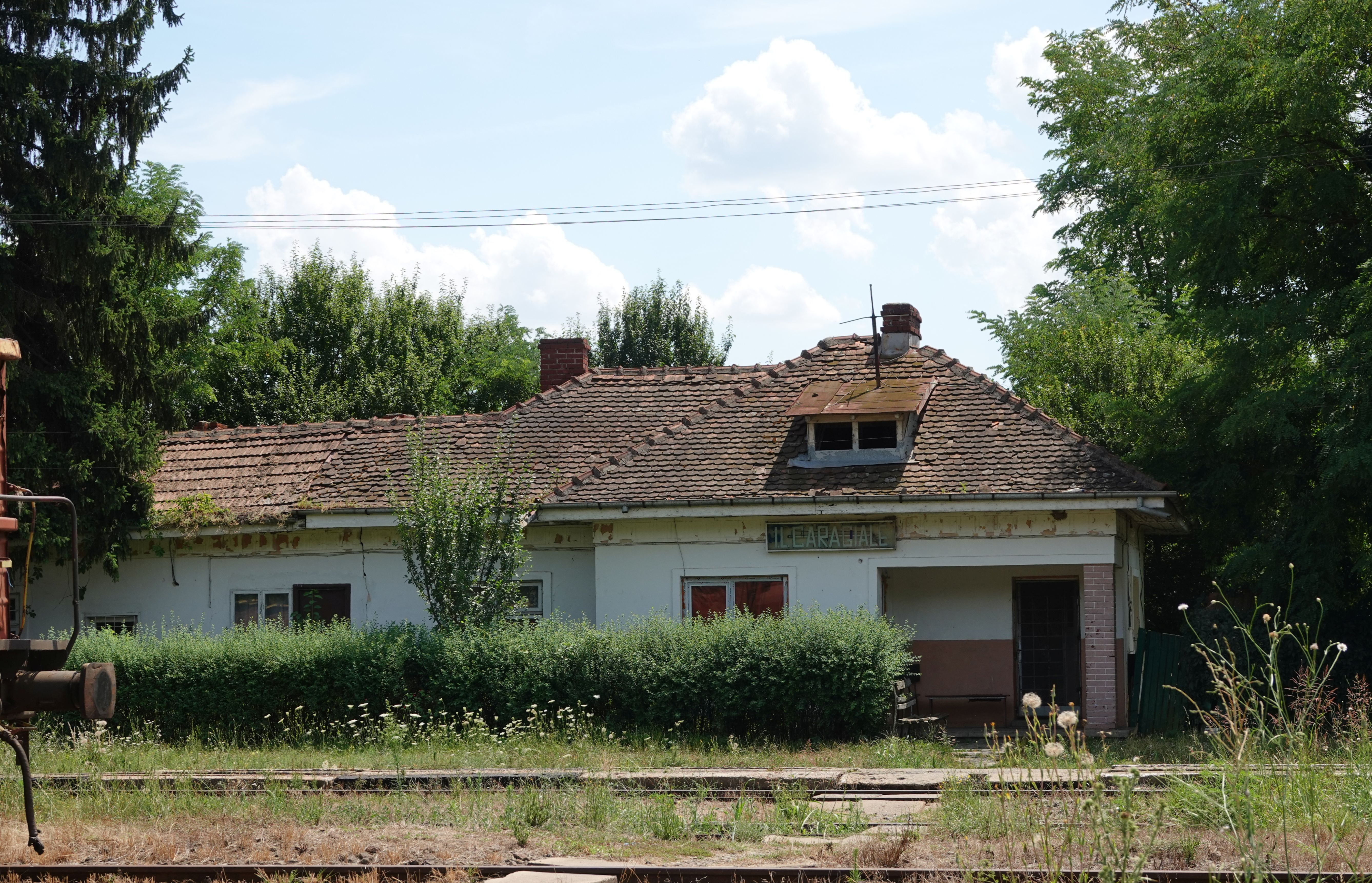
Stația I. L. Caragiale
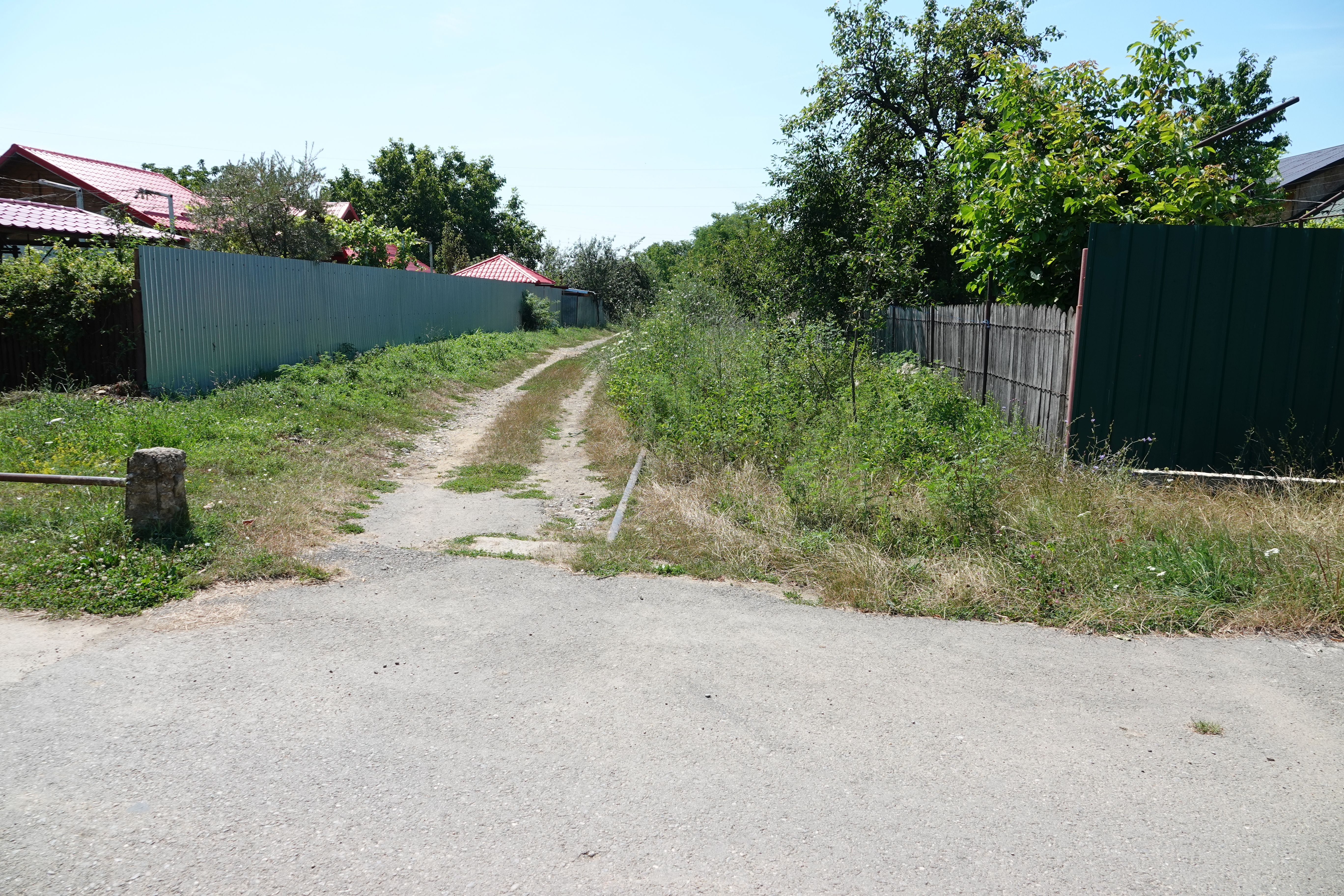
Calea ferată în apropiere de stația Dițești
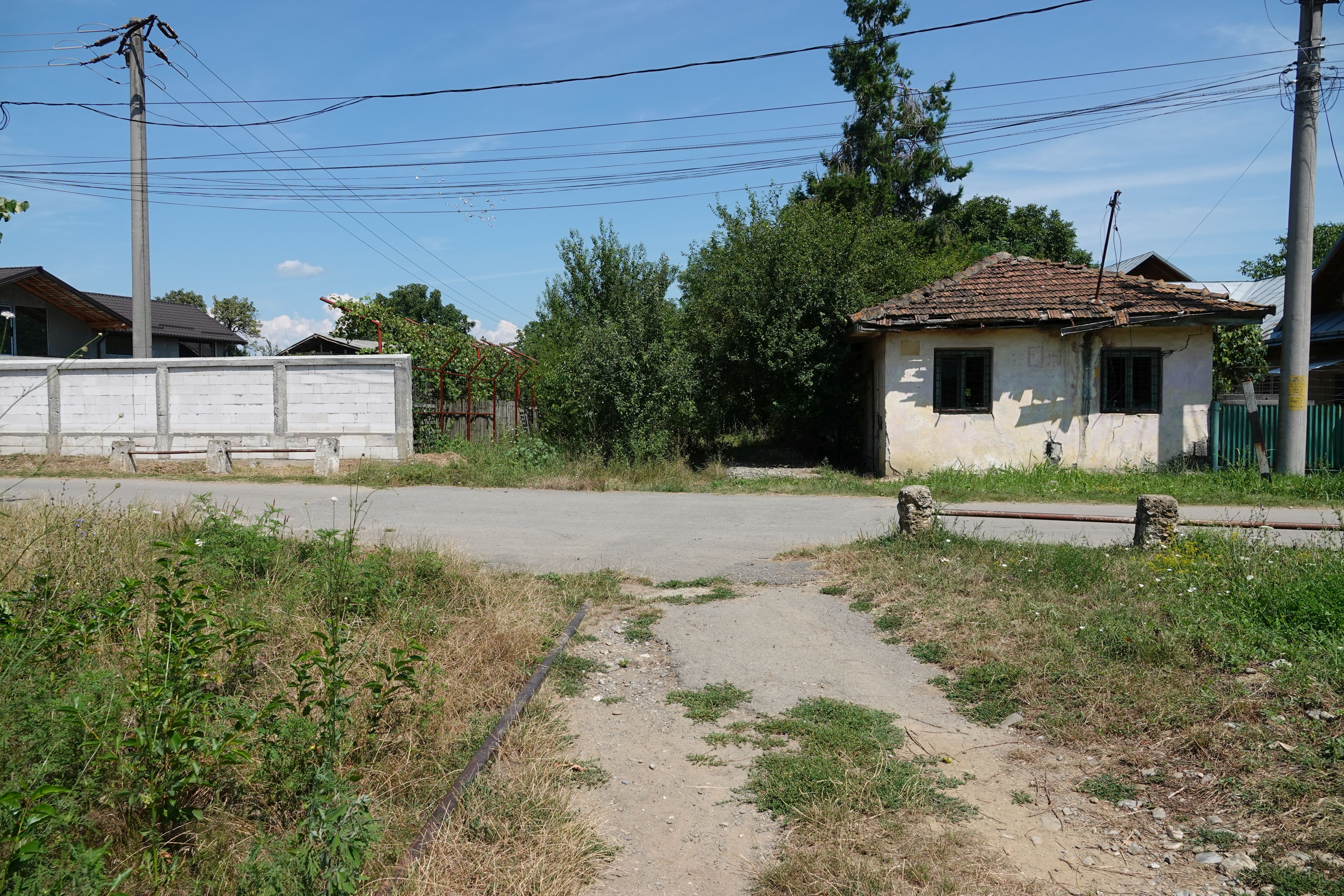
Stația Dițești
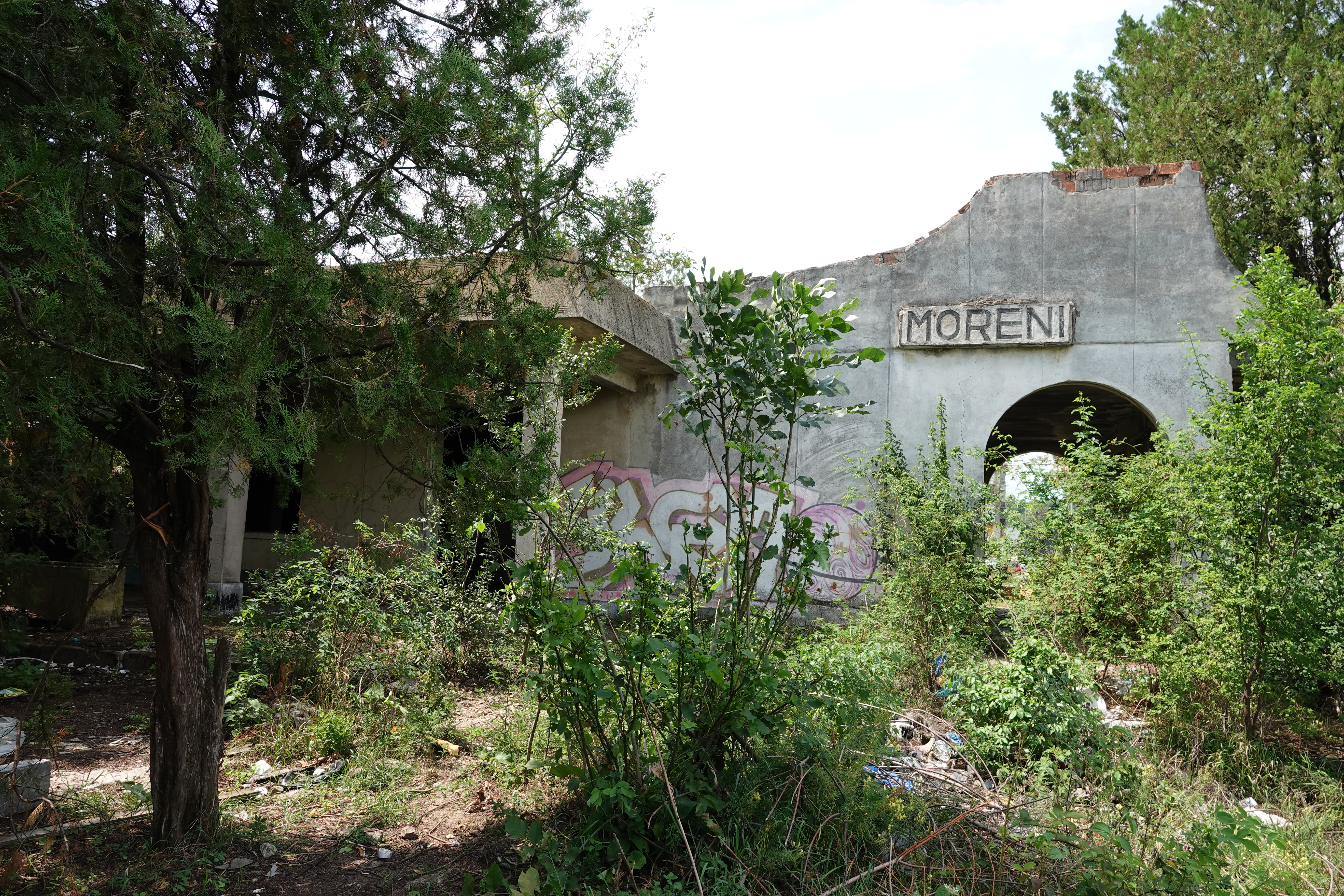
Fosta gară Moreni
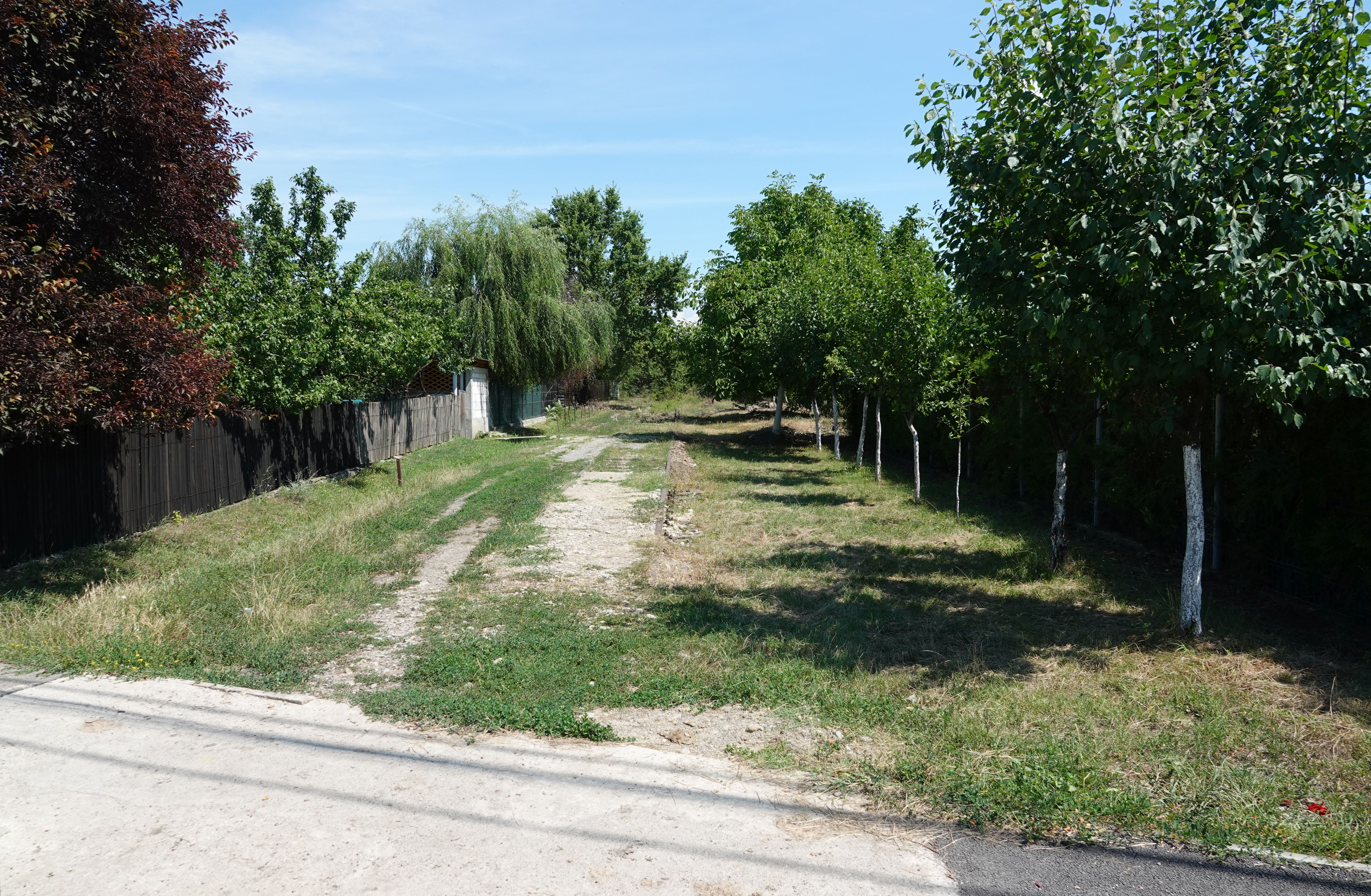
Calea ferată în apropiere de stația Filipeștii de Pădure
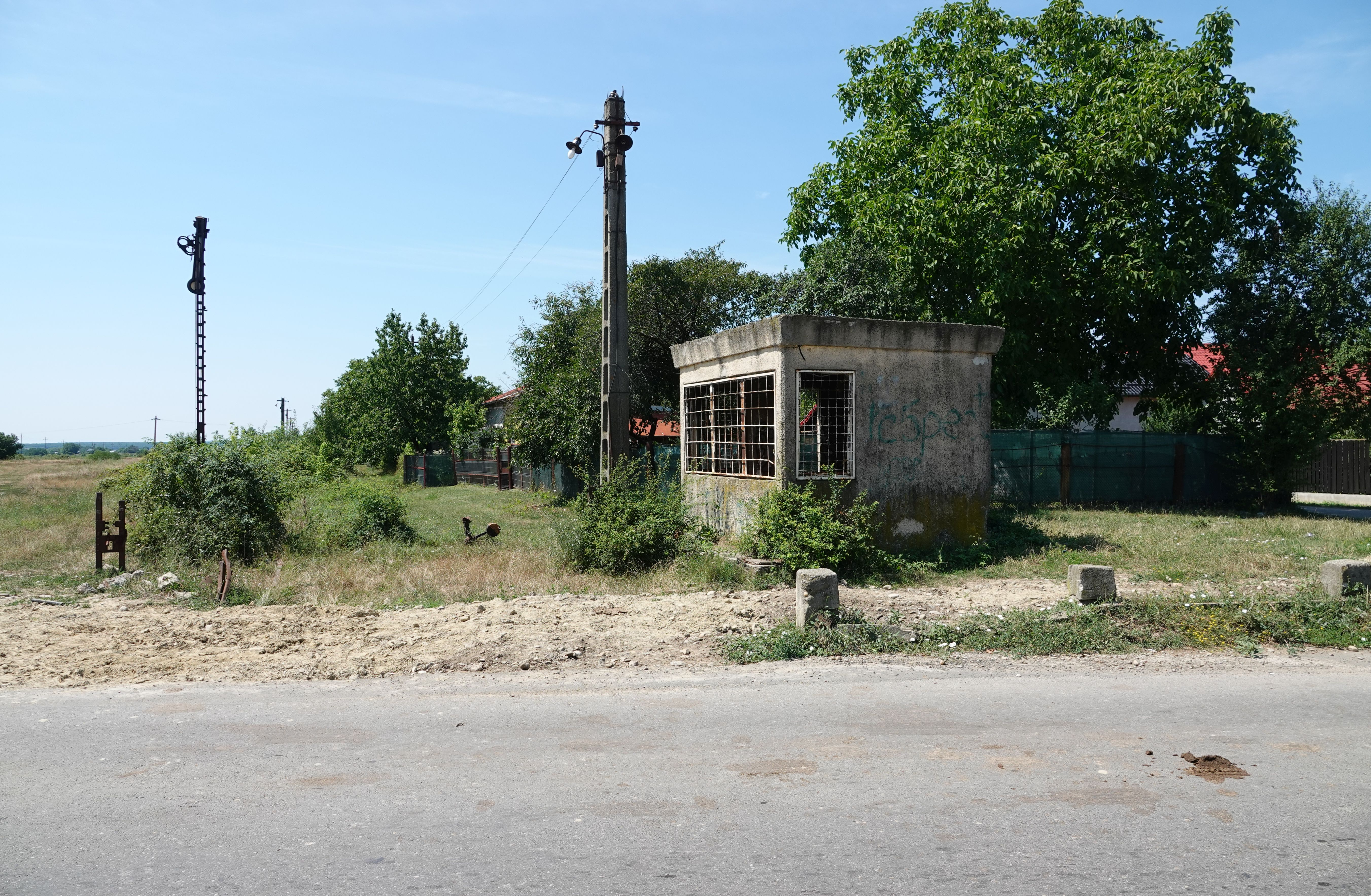
Stația Filipeștii de Pădure
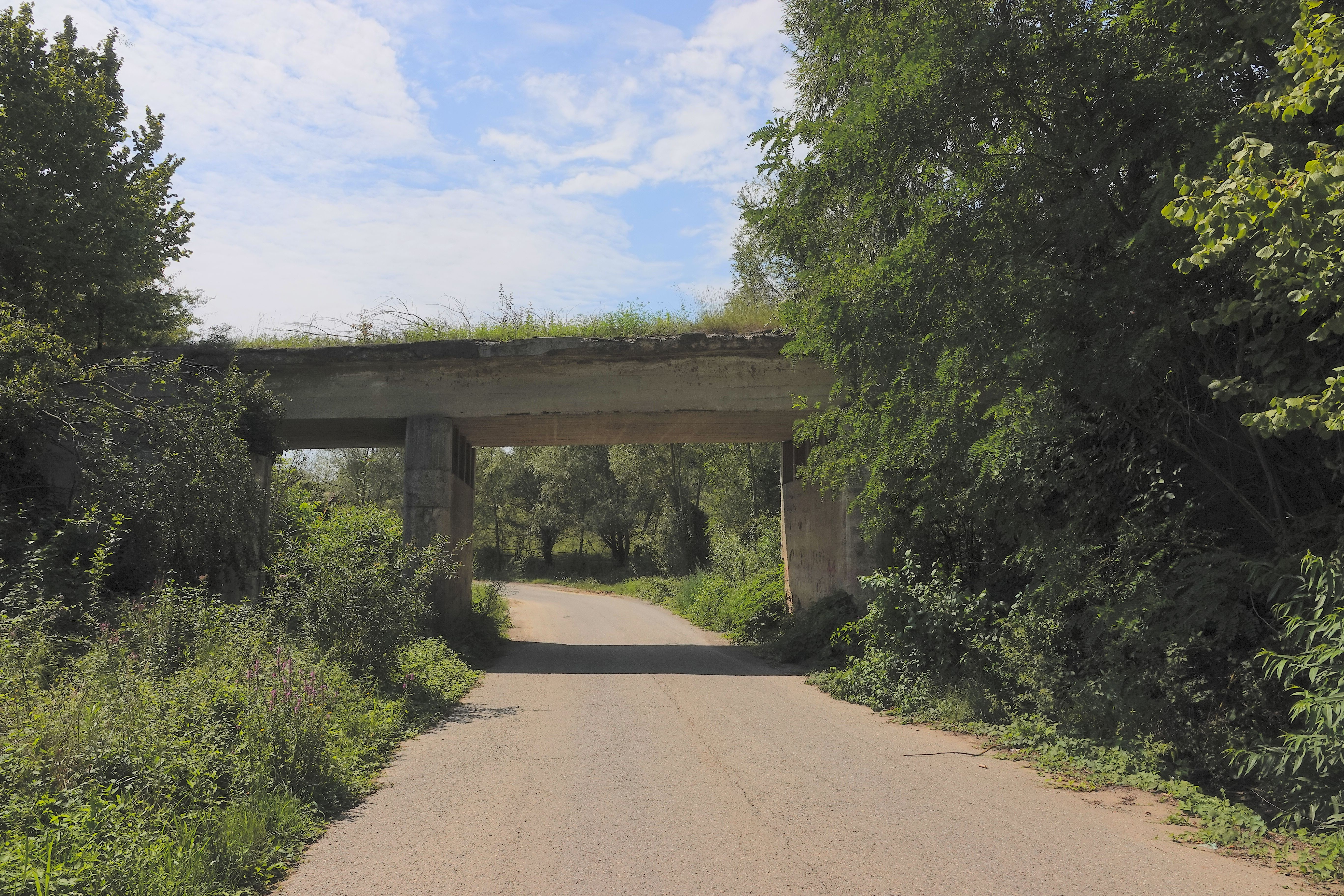
Pod feroviar peste DC 114 în Filipeștii de Pădure
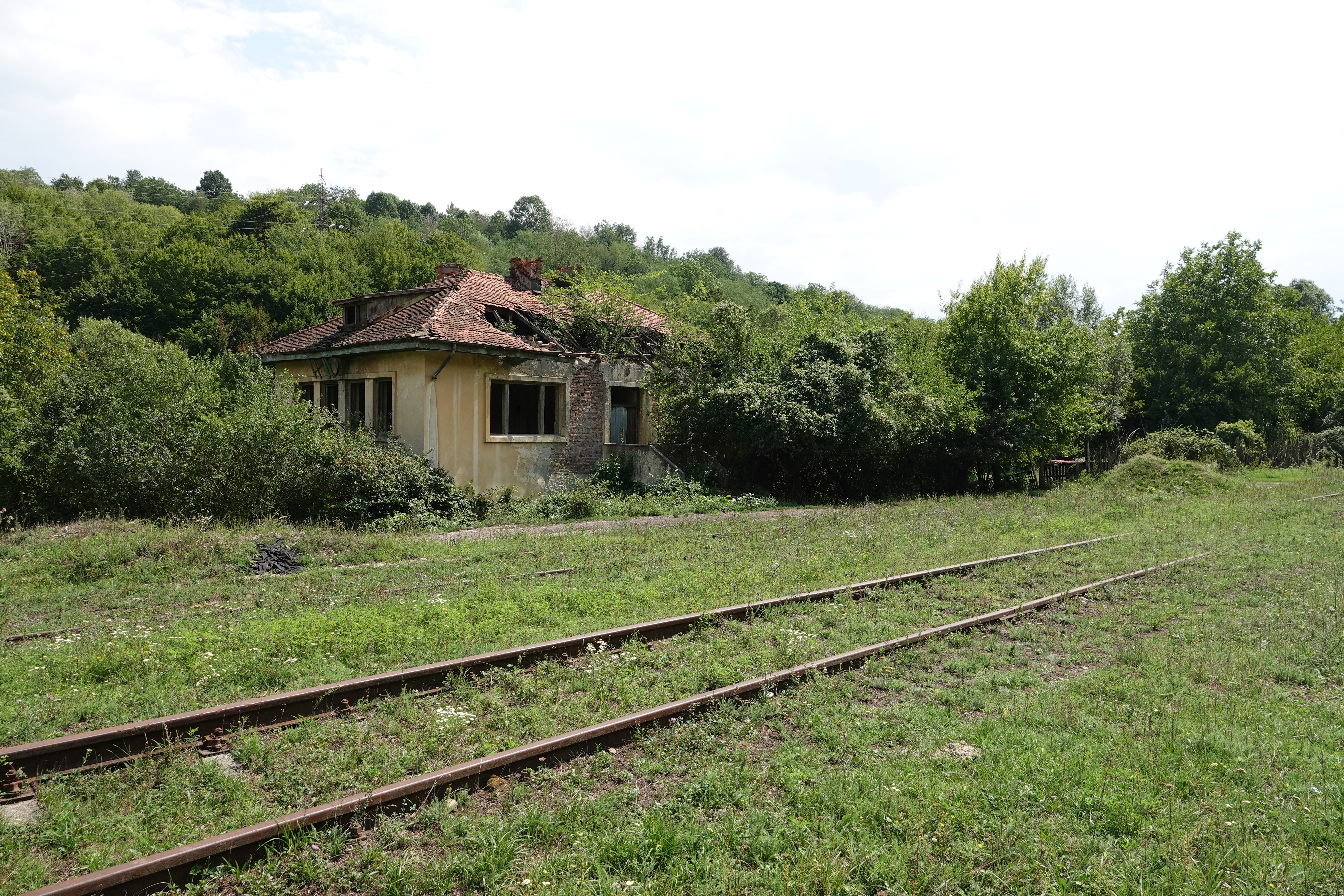
Stația Gura Palăngii

Linia este simplă și neelectrificată iar pe ea se circulă folosind sistemul cale liberă. În „Anexa 2.a - Harta generala retea CFR”, „Anexa 2.b - Harta linii interoperabile și neinteroperabile” și „Anexa 7.a - Infrastructura neinteroperabila” din „Documentul de referință al Rețelei CFR 2024”, documentul care descrie serviciile pe care Compania Națională de Căi Ferate CFR SA le oferă clienților care doresc să opereze trenuri pe infrastructura feroviară administrată de CFR, enumeră linia I. L. Caragiale – Dițești – Filipeștii de Pădure – Gura Palăngii ca linie neinteroperabilă, iar Dițești – Moreni ca linie neinteroperabilă închisă.